# Quantos Possunt ad Satanitatem Trahunt
Quantos Possunt ad Satanitatem Trahunt es el octavo álbum de estudio de la banda noruega de black metal Gorgoroth, lanzado el 21 de octubre de 2009 en Europa y el 11 de noviembre de 2009 en Norteamérica, con el sello discográfico Regain Records. Infernus, guitarrista y miembro fundador, declaró que había comenzado a escribir este álbum cuando estaba bajo libertad condicional en marzo de 2007. Sin embargo, las últimas etapas de la composición y gran parte del proceso de grabación llegaron a ser aplazadas durante bastante tiempo, debido a la controversia sobre el uso del nombre Gorgoroth, que comenzó en octubre de 2007. Dos semanas desde el comienzo del caso, el título del álbum fue revelado al público.
Quantos Possunt Ad Satanitatem Trahunt supone el regreso de Pest como vocalista, así como el debut de Tomas Asklund (Dissection y Dark Funeral) como batería y Frank "Bøddel" Watkins (Obituary) como bajista.
Al igual que su antecesor, Ad Majorem Sathanas Gloriam, el álbum no cuenta con ningún tema en noruego. Infernus citó a Adán de Bremen como la inspiración del título del álbum.

## Antecedentes
Infernus comenzó a idear un nuevo álbum en octubre de 2006, cuando se encontraba en prisión por "violación de grave culpa". Mientras cumplía su sentencia continuó a escribir canciones, citando la «falta de distracciones externas» como un factor positivo. Poco después de que se le concediera la libertad condicional (en marzo de 2007), fue publicada una nota en la web oficial de Gorgoroth en la que ponía que Infernus estaba «trabajando en nuevo material, tanto música como letras para un próximo álbum, de título todavía indeciso».
En octubre de 2007, los entonces miembros de la banda; Gaahl (vocalista) y King ov Hell (bajista) trataron de expulsar a Infernus de la banda, provocando una larga serie de disputas legales. El 31 de octubre Infernus reveló que el álbum se llamaría Quantos Possunt Ad Satanitatem Trahunt. El guitarrista dijo que "entre el 50% y el 70% de la música ya había sido escrita y que alguna ya había sido pregrabada". También dijo que el disco sería publicado por la discográfica Regain Records, que mostró su apoyo a Infernus durante el conflicto por el nombre de la banda. En diciembre de 2007, Bøddel y Tomas Asklund fueron anunciados como nuevos miembros de Gorgoroth como bajista y batería respectivamente, y también el exguitarrista Tormentor que aunque no colaboró de forma activa en el disco formaba parte de la banda durante la grabación y publicación de éste.

## Grabación
En abril de 2008, Infernus anunció que Gorgoroth se desplazaría a Estocolmo, Suecia, donde comenzarían a ensayar el material para el nuevo álbum en los estudios Monolith de Tomas Asklund.
En agosto se anunció que una pregrabación de las guitarras, el bajo y la batería había sido realizada. Después del trabajo hecho en el estudio, Infernus dijo que estaba trabajando en los arreglos con la colaboración de Tormentor.

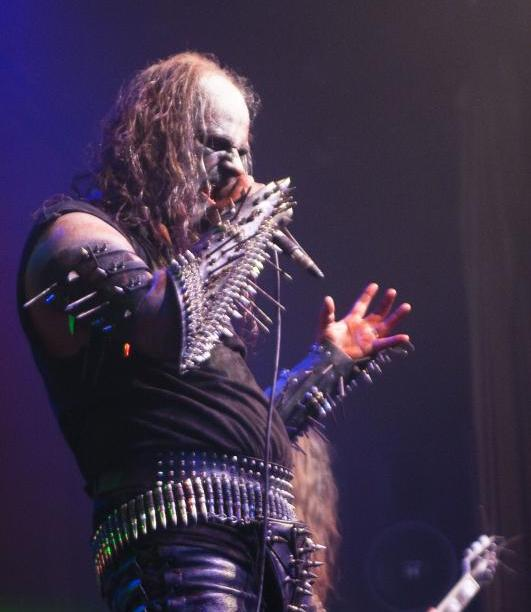
Quantos Possunt Ad Satanitatem Trahunt fue el cuarto álbum con Pest como vocalista.

El 4 de diciembre de 2008, fue anunciado que el exvocalista Pest había regresado a Gorgoroth, para grabar el nuevo álbum y actuar en la posterior gira, completando la formación de la banda.
La disputa por el nombre de Gorgoroth terminó en marzo de 2009, cuando la corte de Oslo reconoció a Infernus como legítimo dueño del nombre de la banda. Poco después, comenzó la grabación definitiva de Quantos Possunt Ad Satanitatem Trahunt, en la que Tomas Asklund grabó las pistas de batería en los estudios Monolith. Durante este tiempo Infernus también grabó las guitarras.
Aunque en agosto de 2008 se había anunciado que las guitarras y el bajo serían grabados en el estudio Laboratório 6 en Pindamonhangaba (Brasil), con la ayuda de Fabio Zperandio de Ophiolatry, una vez finalizada la controversia por el nombre esta idea fue desechada y la banda decidió continuar con la grabación en los estudios Monolith. A pesar de que Tormentor ya se había incorporado a la banda, se decidió que sería más conveniente que Infernus grabara todas las guitarras.
Bøddel y Pest grabaron las pistas de bajo y las voces respectivamente en junio de 2009. El 6 de julio, fue anunciado que el álbum sería masterizado en los estudio Cutting Room en Estocolmo ese mismo mes y se desveló que la fecha de publicación sería el 21 de octubre en Europa y el 11 de noviembre en Norteamérica. Una posible lista de canciones también fue revelada.

## Publicación
La primera sesión de escucha del álbum fue el 18 de julio de Berlín, con Infernus y Tomas Asklund presentes. En agosto la lista de canciones definitiva fue anunciada, así como la portada y un ejemplo de la canción «Prayer». También fue anunciado que el álbum tendría una edición limitada en formato vinilo publicado por la discográfica de Infernus, Forces of Satan Records. La segunda sesión de escucha del álbum fue en Bergen, Noruega, el 28 de agosto coincidiendo con la actuación de la banda (como cabezas de cartel) en el festival Hole in the Sky al día siguiente. En el concierto fue interpretada la canción «Aneuthanasia», la primera vez que Gorgoroth presentaba material del álbum en directo. El 21 de septiembre fue publicada la versión del álbum de esta canción. El tema «Prayer» fue interpretada por primera vez en directo en el concierto en Trondheim, Noruega, el 19 de octubre; un concierto que sirvió como fiesta de publicación del álbum.

## Gira

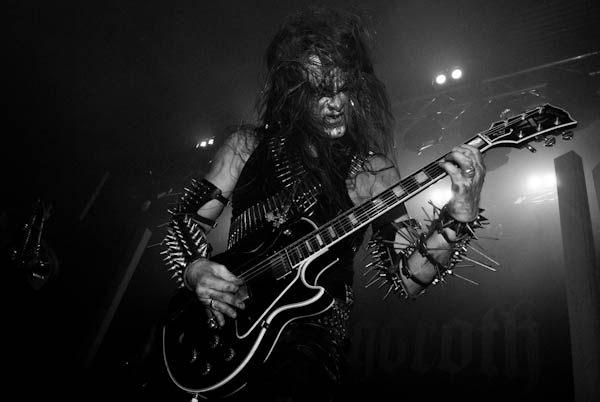
Infernus actuando en el Hole in the Sky festival.

El primer concierto desde septiembre de 2007 fue realizada en la ciudad natal de Gorgoroth, Bergen, en el festival Hole in the Sky en agosto de 2009. Además de presentar un nuevo tema la banda actuó con dos nuevos miembros en vivo: el guitarrista polaco Skyggen y el batería de Keep of Kalessin, Vyl. El segundo concierto también fue realizado en Noruega, en el festival Uka de la ciudad de Trondheim.
Tras la publicación del álbum, Gorgoroth realizó dos giras europeas en abril de 2009 con Keep of Kalessin y Gravdal de teloneros, en noviembre de 2009 con Cavus y Noctem, una gira brasileña en septiembre de 2010 con Enthroned, la gira "Blackfest over X-Mass" en Alemania y Austria en diciembre de 2010 con Impiety y Belphegor, y varios festivales europeos en el verano de 2010.

## Lista de canciones
Toda la música compuesta por Infernus. 
| N.º   | Título                        | Letras     | Duración |  |
| 1.    | «Aneuthanasia»                | A. Behemot | 02:19    |  |
| 2.    | «Prayer»                      | A. Behemot | 03:33    |  |
| 3.    | «Rebirth»                     | V. Horg    | 06:34    |  |
| 4.    | «Building a Man»              | V. Horg    | 03:23    |  |
| 5.    | «New Breed»                   | V. Horg    | 05:29    |  |
| 6.    | «Cleansing Fire»              | V. Horg    | 03:13    |  |
| 7.    | «Human Sacrifice»             | V. Horg    | 03:46    |  |
| 8.    | «Satan-Prometheus»            | A. Behemot | 05:37    |  |
| 9.    | «Introibo ad Alatare Satanas» | Infernus   | 00:53    |  |
| 34:47 |                               |            |          |  |

## Créditos
| Gorgoroth - Pest – vocalista - Infernus – guitarrista - Bøddel – bajista - Tomas Asklund – batería | Producción - Oskorei Grapix y Christian Misje – arte - Infernus - producción y arreglos - Tomas Asklund - coproducción y mezcla - Christian Misje - fotografía - Infernus, Tomas Asklund y Mats Lindfors - masterizado |